# Моравенова чешма
Моравенова чешма (наричана още Моравенекова чешма или Моровянка) е вградена в източния ограден зид на храма „Св. Николай“ (1844) в Копривщица. Тя е втората по големина чешма в града след Мирчовата. През 1843 г. при възстановяването на по-старата чешма Моровянка добива днешния си вид.
Има кръстопътно местоположение – на границата между махали Средна и Тороман. Построена е през 1843 година от прочутия по онова време Уста Гавраил от Одрин със средства на ктиторите Рашко и Петко Моравенови. При реставрацията, прдприета след построяването на храма е огледана и одобрена от одринския майстор, който изцяло промени нейният външен вид, смени първоначалния ктиторски надпис и поставя нов с имената на дарителите, осигурили реставрацията. Имената на първоначаните дарители по този начи остават неизвестни и това е причина да се смята, че през 1843 г. е построена нова чешма.
Чешмата е украсена с християнски и езически символи. В средата на корниза има релефна фигурка на гълъб, разперил крилете си над чешмата. Това символизира Светия Дух, вечно бдящ над градежа. Рибата се свързва с името на Божий Син Спасител (от гръцки: ихтис – Иисус Христос). Езическите символи са свързани в композиция, изобразяваща змия в движение, която е уловила жаба и я е захапала за крака. В случая образът на змията не се асоциира със злото, а с мъдростта.
Моравеновата чешма 